# ムギ

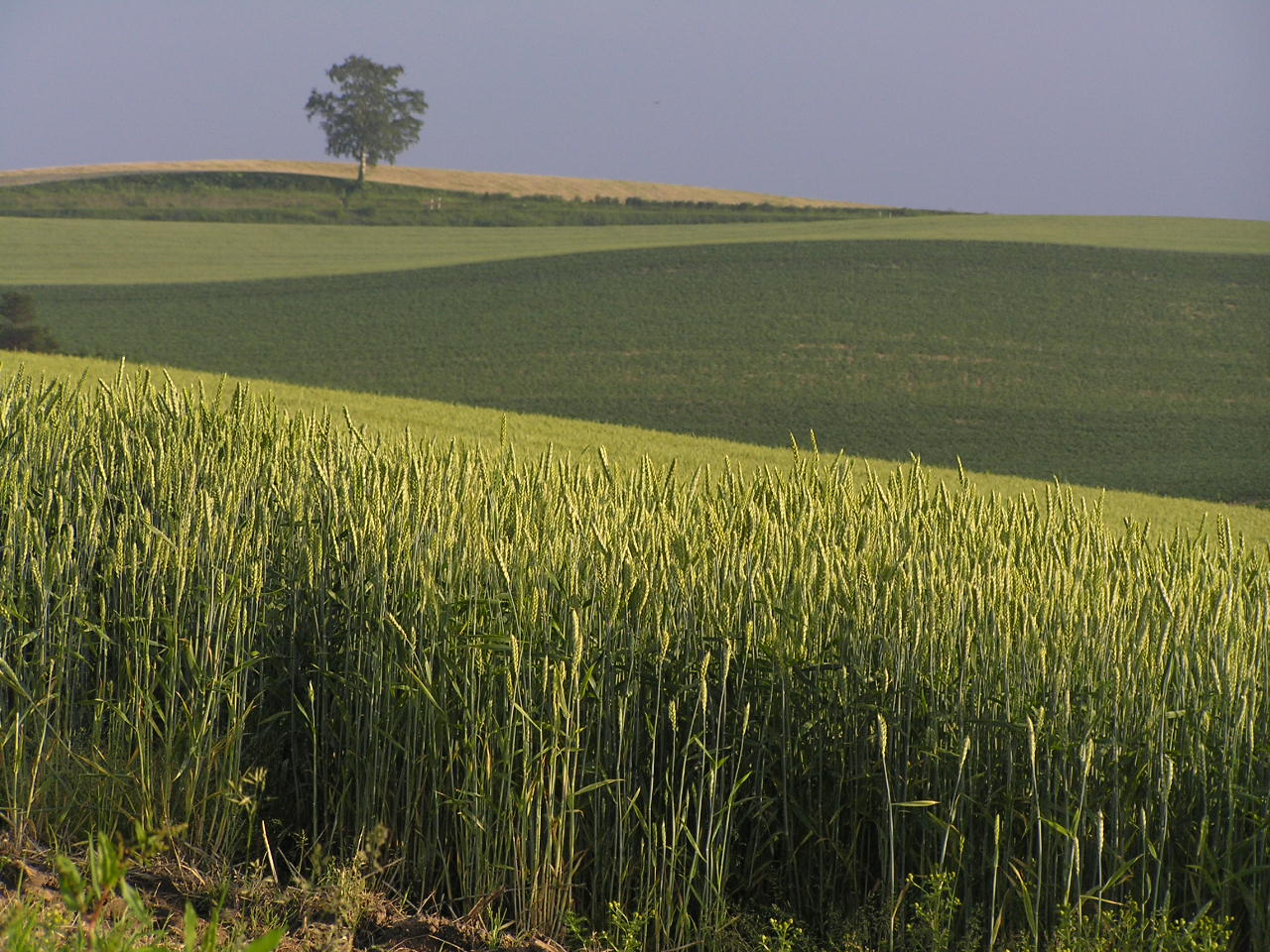
北海道美瑛町の夏の小麦畑

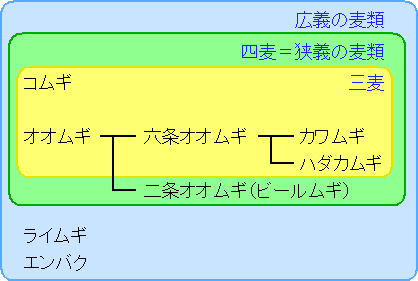
麦類の分類

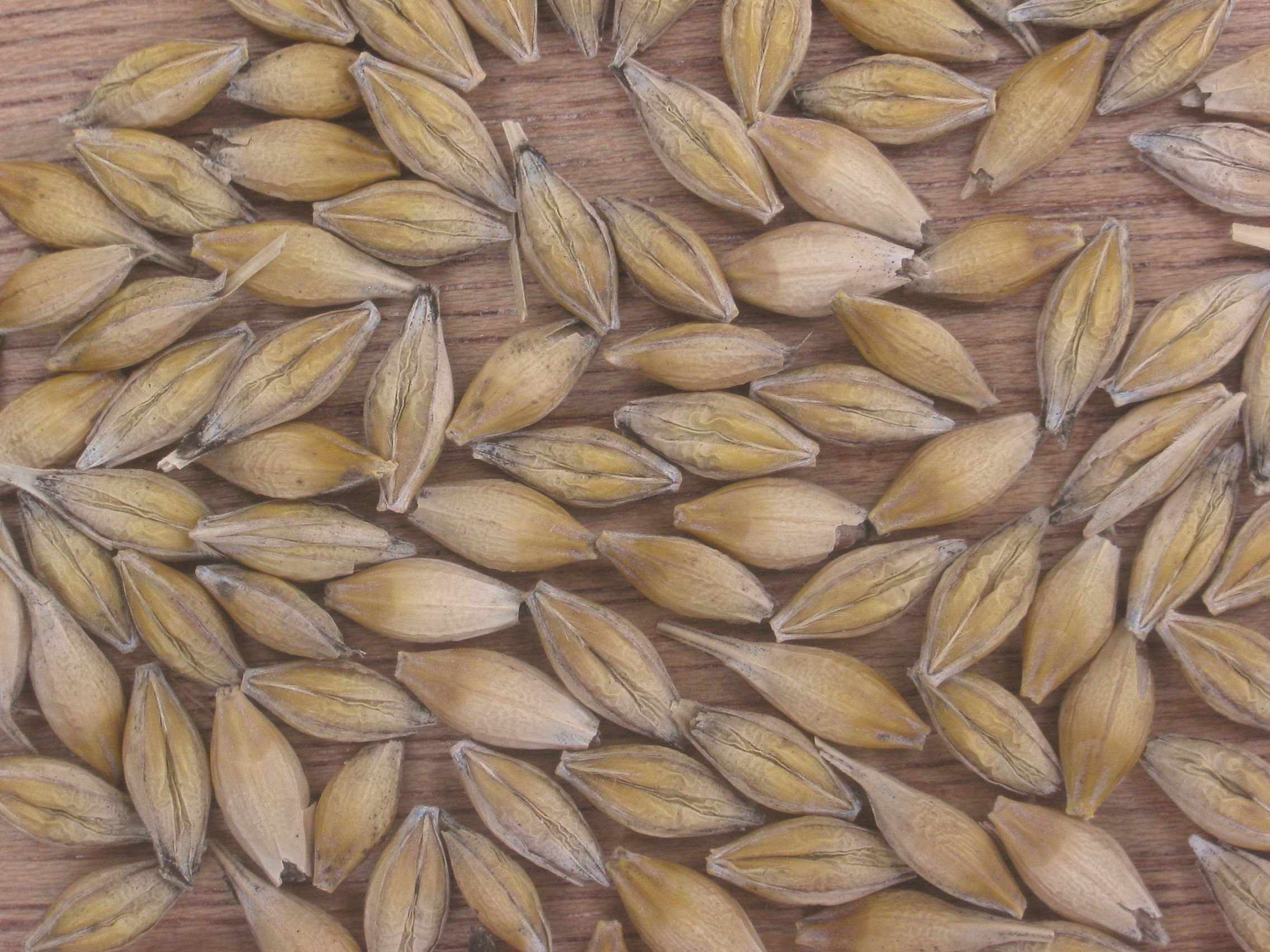
オオムギの実

麦（むぎ）とは、コムギ、オオムギ、ライムギ、エンバクなど外見の類似するイネ科穀物やその子実の総称。ただし、単に「麦」というときはオオムギとコムギを言うことが多い。

## 名称と範囲

### 範囲
麦類にはコムギ、オオムギ、ライムギ、エンバクなどを含む。英語には、多くの種類を総称した日本語の「ムギ」に相当する表現はなく、種類によってbarley（大麦）、wheat（小麦）などと使い分けられている。
農林水産省の統計では、オオムギをカワムギとハダカムギに分け、コムギとともに「三麦」としている。また、オオムギから二条大麦（ビールムギ、Hordeum distichum)を分けて四麦（よんばく）として扱っている。
二年草であることから、去年草（こぞくさ）という異称がある。

### 名称に「ムギ」や「バク」の付く植物
…ムギ・…バクと呼ばれる植物は、イネ科イチゴツナギ亜科に広く分布している。コムギ、オオムギ、ライムギ、エンバクはいずれもこの亜科に属する。ただし例外的にハトムギはキビ亜科で、コムギやオオムギよりススキやトウモロコシに近縁である。
必ずしも種子を食用・飼料用とするとは限らず、牧草として栽培されたり、雑草として自生したりするものもある。
- イネ科
  - イチゴツナギ亜科
    - Bromeae 連
      - スズメノチャヒキ属 - イヌムギ - 雑草

    - Poeae 連
      - カラスムギ属 - エンバク、カラスムギ
      - ドクムギ属 - ドクムギ/ノゲナシドクムギ(Lolium temulentum)、ホソムギ（ペレニアルライグラス）、ネズミムギ（イタリアンライグラス）、アマドクムギ(Lolium remotum)、ボウムギ(Lolium rigidum) 他 - 牧草、雑草

    - Triticeae 連
      - エギロプス属 - タルホコムギ、クサビコムギ 他
      - オオムギ属 - オオムギ（二条オオムギ[3]、四条オオムギ[4]/六条オオムギ[5](en)、ハダカムギ）
      - コムギ属 - パンコムギ、デュラムコムギ、スペルトコムギ、エンマコムギ（英語版）/クラブコムギ (Triticum compactum) 他
      - ライムギ属 - ライムギ

  - キビ亜科
    - Andropogoneae 連
      - ジュズダマ属 - ハトムギ